# Bathyphantes alameda
Espèce
Bathyphantes alameda est une espèce d'araignées aranéomorphes de la famille des Linyphiidae.

## Distribution
Cette espèce se rencontre aux États-Unis en Californie et en Oregon et au Canada en Colombie-Britannique,.

## Description
Le mâle holotype mesure 2,75 mm et la femelle paratype 3,2 mm.

## Publication originale
- Ivie, 1969 : North American spiders of the genus Bathyphantes (Araneae, Linyphiidae). American Museum novitates, no 2364, p. 1-70 (texte intégral).